# Metamorfik kłodzki
Metamorfik kłodzki – niewielka obszarowo struktura geologiczna, leżąca pomiędzy depresją śródsudecką od zachodu i południa, strukturą bardzką od północnego wschodu, a intruzją kłodzko-złotostocką od wschodu. Wszystkie granice, poza intruzyjną z masywem kłodzko-złotostockim są tektoniczne.
Zbudowana w całości ze skał metamorficznych. Skały metamorfiku kłodzkiego są znacznie zróżnicowane i sfałdowane. W strukturze metamorfiku kłodzkiego wyróżniamy trzy facje:
- dolną – pierwotnie skały osadowe pelitowe i piaszczysto-pelitowe,
- środkową – pierwotnie skały osadowe piroklastyczne,
- górną – pierwotnie skały efuzywne.

Jego powierzchnia wynosi ok. 100 km².
Metamorfik kłodzki dzieli się na dwie części: część zachodnią i część wschodnią, tzw. blok Łącznej.
Skały metamorfiku kłodzkiego budują południową część Gór Bardzkich oraz północną część Kotliny Kłodzkiej.